# أتياشيفو
أتياشيفو (بالروسية: Атяшево) هي مدينة في مقاطعة موردوفيا في روسيا، تأسست عام 1894. يبلغ عدد سكانها حوالي 6215 نسمة.